# Look Twice
Look Twice – szwedzka grupa tworząca muzykę eurodance. Najpopularniejszy utwór tego zespołu to "Move That Body" z 1994 roku.

## Albumy
- 1994 Twice as Nice
- 1995 Happy hour
- 1997 Celebrate
- 2001 3 Is A Crowd

## Single
- 1993 "Shake That Rump"
"Good Time"
"Slammin' Christmas"
- 1994 "Move That Body"
"Mr Dance & Mr Groove"
"That's The Way (I Like It)"
- 1995 "Feel The Night"
Go Away"
- 1996 "Do U Wanna Boogie"
- 1997 "Get Up"
"Funk You Up"
- 1998 "We Will Rock You"
- 2012 "Keep On Moving"